# Schattenspiel (Unheilig-Album)
Schattenspiel ist das erste Kompilationsalbum der deutschen Rock-Musikgruppen Unheilig und goJA moon ROCKAH und der Schweizer Progressive-Rock-Musikgruppe FAQ, die als Vorgruppen bei der Puppenspiel Live Vorhang auf Tour spielten. Die Erstveröffentlichung des Albums fand am 13. März 2008 in Deutschland statt. Auf dem Cover der Kompilation ist neben dem bekannten Unheiligschriftzug eine Puppe (auf die ein Scheinwerferlicht gerichtet ist) vor einem schwarzen Hintergrund zu sehen. Das Album wurde unter dem Label Four.Rock Entertainment herausgebracht.

## Rezeption
Das Album war nur auf der Unheilig Puppenspiel Live – Vorhang auf! Tour 2008 zu erwerben. Enthalten sind 13 Songs, sechs davon sind bis dahin unveröffentlicht gewesen. Schattenspiel ist ein auf 3.333 Einheiten limitiertes Album.

## Titelliste
| #   | Titel              | Künstler         | Länge |
| --- | ------------------ | ---------------- | ----- |
| 1.  | Attackah Massakah  | goJA moon ROCKAH | 3:19  |
| 2.  | Rockah             | goJA moon ROCKAH | 3:26  |
| 3.  | Schwarz            | goJA moon ROCKAH | 3:22  |
| 4.  | Ten Bells          | FAQ              | 6:13  |
| 5.  | Leather Apron      | FAQ              | 5:21  |
| 6.  | Schutzengel (live) | Unheilig         | 4:56  |
| 7.  | Kalt               | Unheilig         | 5:31  |
| 8.  | Sage Ja! (live)    | Unheilig         | 4:32  |
| 9.  | Brief an Dich      | Unheilig         | 4:42  |
| 10. | Freiheit (live)    | Unheilig         | 6:03  |
| 11. | Leblos             | Unheilig         | 3:45  |
| 12. | Mein Stern (live)  | Unheilig         | 6:42  |
| 13. | Dornröschen        | Unheilig         | 12:22 |

## Mitwirkende
| FAQ - Thomas Daverio: Begleitgesang, Keyboard - Philip Noirjean: Bass, Gesang - Pille: Gitarre goJA moon ROCKAH - Herr JA: Gesang, Synthesizer - Herr go: Programmierung - Herr Schreck: Bass | Unheilig - Der Graf: Arrangement, Gesang, Instrumentation, Komponist, Liedtexter, Programmierung - Christoph „Licky“ Termühlen: Gitarre - Henning Verlage: Keyboard, Musikproduzent, Programmierung |